# Margarita Arboix
Margarita Arboix Arzo (Ribesalbes, 1950) es catedrática e investigadora de la Universidad Autónoma de Barcelona. Fue rectora de la UAB entre 2016 y 2020.

## Biografía
Arboix es licenciada en ciencias biológicas por la Universidad de Barcelona (UB) y doctora en ciencias biológicas por la UAB, donde se incorporó en 1976 al departamento de Farmacología de la Facultad de Medicina, y en 1985 pasó a desarrollar su docencia en los estudios de Veterinaria.
Ha desarrollado su carrera docente e investigadora en el área de la farmacología y logró el rango de catedrática en 1993. Ha codirigido el Grupo de Investigación Consolidado de Parasitología Clínica y Terapéutica (UAB y UB) y es autora de más 100 artículos en revistas especializadas.
En octubre de 2000 fue nombrada subdirectora general de Medicamentos Veterinarios de la Agencia Española de Medicamentos y Productos Sanitarios del Ministerio de Sanidad y Consumo y en 2005 asumió la dirección de los Servicios Territoriales de Salud en Barcelona del Departamento de Salud. En 2010 fue nombrada directora general de Recursos Agrícolas y Ganaderos del Ministerio de Medio Ambiente, y Medio Rural y Marino y se reincorporó a la Universidad Autónoma de Barcelona en 2012, tras el cambio de gobierno. En mayo de 2016 fue elegida rectora de la UAB, después de obtener un 60 % de los votos en unas elecciones donde también  participó el catedrático de física teórica Antoni Méndez.